# サブリナパンツ
サブリナパンツこと、カプリパンツ (Sabrina pants、Capri pants、他にスリー クォーター レッグ、カプリ、クロップ パンツ、マンプリ、クラムディガー、フラッド パンツ、ジャム、ハイウォーター、闘牛士パンツとも呼ばれる)は、ショートパンツよりも長いパンツだが、ズボン(Trousers)ほど長くはない八分丈・九分丈で細身の女性用ズボンのこと。 
パーツ部分の切り替えが特徴的なスリムパンツの総称としてカプリパンツの名称が使われているが、これは足首の骨のところで終わるパンツを指す特別な用語としても使われている。

## 歴史
カプリパンツは 1948 年にファッション・デザイナーのソニア・デ・レナートによって発表され、彼女と英国の服飾デザイナー(クチュリエ)バニー・ロジャーによって広められた。 パンツの名前は、1950 年代後半から 1960 年代前半に人気が高まったイタリアのカプリ島に由来したものである。
女優のオードリー・ヘプバーンはカプリパンツをはいた最初の映画スターの一人であり、パンツはすぐに彼女のクラシックなスタイルの代名詞となった。フランスの女優ブリジット・バルドーが、ズボンがまだ女性にとって新しいファッションだった時代にカプリパンツを履いたことは有名である。マリリン・モンローはいつもカプリパンツで旅行していた。
カプリパンツは、1960 年代のテレビ シリーズ「ディック・ヴァン・ダイクショー」で米国で普及した。メアリー・タイラー・ムーアが演じた若い主婦であるローラ・ペトリーというキャラクターは、ショーの進行中ずっと体にぴったりとフィットしたカプリパンツを履いていたことで、ファッションセンセーションを引き起こし、ちょっとした論争を巻き起こした。
 
（1950年代の主婦の定番と言われるようになったカプリパンツについては後述).
1960 年代半ばまでに、カプリ・スタイルのぴったりとしたカーゴパンツが10 代の少年たちの間で人気になった。良い例は、当時のスーパースターのティーン俳優、ルーク・ハルピンで、彼は人気映画『フリッパー』のいくつかのエピソードでこの靴を着用していた。カプリパンツは 1970 年代から 1990 年代にかけて人気が下降した後、2000 年代半ばに人気が復活した。 
スペインのテニス選手ラファエル・ナダルは、スポンサー付きのカプリパンツを着用するというナイキとの契約に続き、2009年以前の試合の大部分でカプリパンツを履いていたが、その契約は彼の前にロジャー・フェデラーが断ったものだった。
ジョディ・ウィテカーは『ドクター・フー』に出演した際にカプリパンツを履いていた。キャサリン妃はアウトドアイベントでカプリパンツを着用していた。
2017年、ジョージア州ダグラス郡学区の教育長は、カプリパンツを学校環境に不適切な衣服として認定する電子メールを送信し、どの程度のパンツ丈が許容されるのかという疑問が議論になった。

## ギャラリー

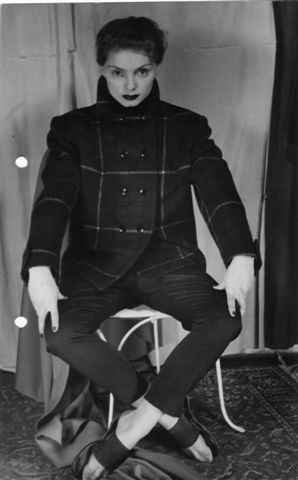
ソニア・デ・レナート・カプリを着たモデルのエルニ・マンゴールド、1949年。
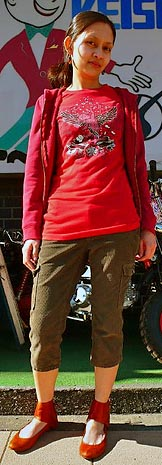
カプリパンツを着た女性 (2007)。
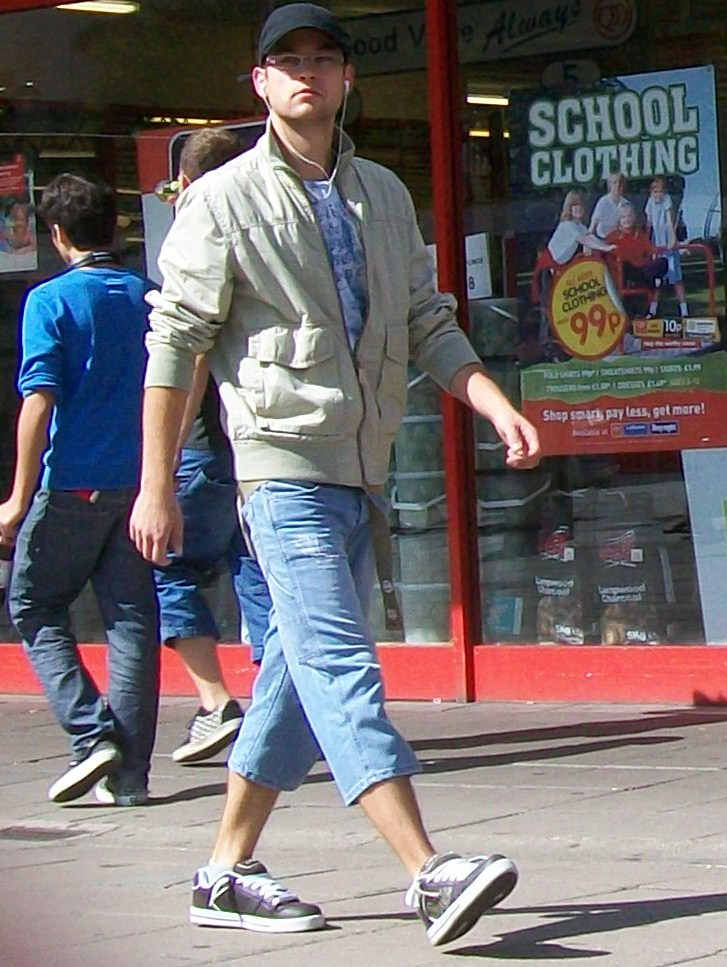
クロップド ジーンズ (マンプリ) を着た男性 (スティーブニッジ、2009 年)。
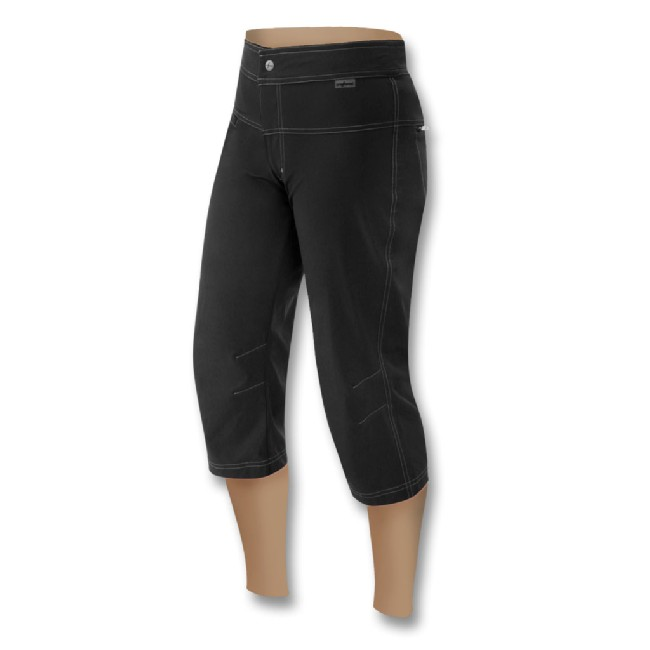
ルーズフィットの黒のバイク カプリパンツ。